# Boeckosimus dubius
Boeckosimus dubius är en kräftdjursart som beskrevs av Schellenberg 1935. Boeckosimus dubius ingår i släktet Boeckosimus och familjen Lysianassidae. Inga underarter finns listade i Catalogue of Life. Djuren livnär sig mest på plankton, och lever nära den Indiska kusten. På vintern så backar de upp för strömmen, där de försöker föröka sig. Dessvärre för den snart utrotade släkten så besitter hanen ej ett fortplantningsorgan, och kan därför inte penetrera honan.